# Luscombe 8
Luscombe 8 là chuỗi các máy bay thông dụng do Luscombe Aircraft thiết kế chế tạo vào năm 1937.

## Biến thể

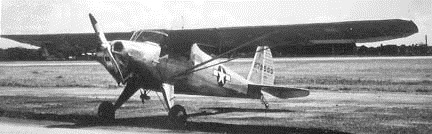
UC-90

Model 8
Model 8A Luscome Master
Model 8B Luscome Trainer
Model 8C Silvaire Deluxe
Model 8D Silvaire Deluxe Trainer
Model 8E Silvaire Deluxe
Model 8F
Model T8F Luscome Observer
Model 8G
Luscombe LSA-8

## Tính năng kỹ chiến thuật (Silvaire 8-F)

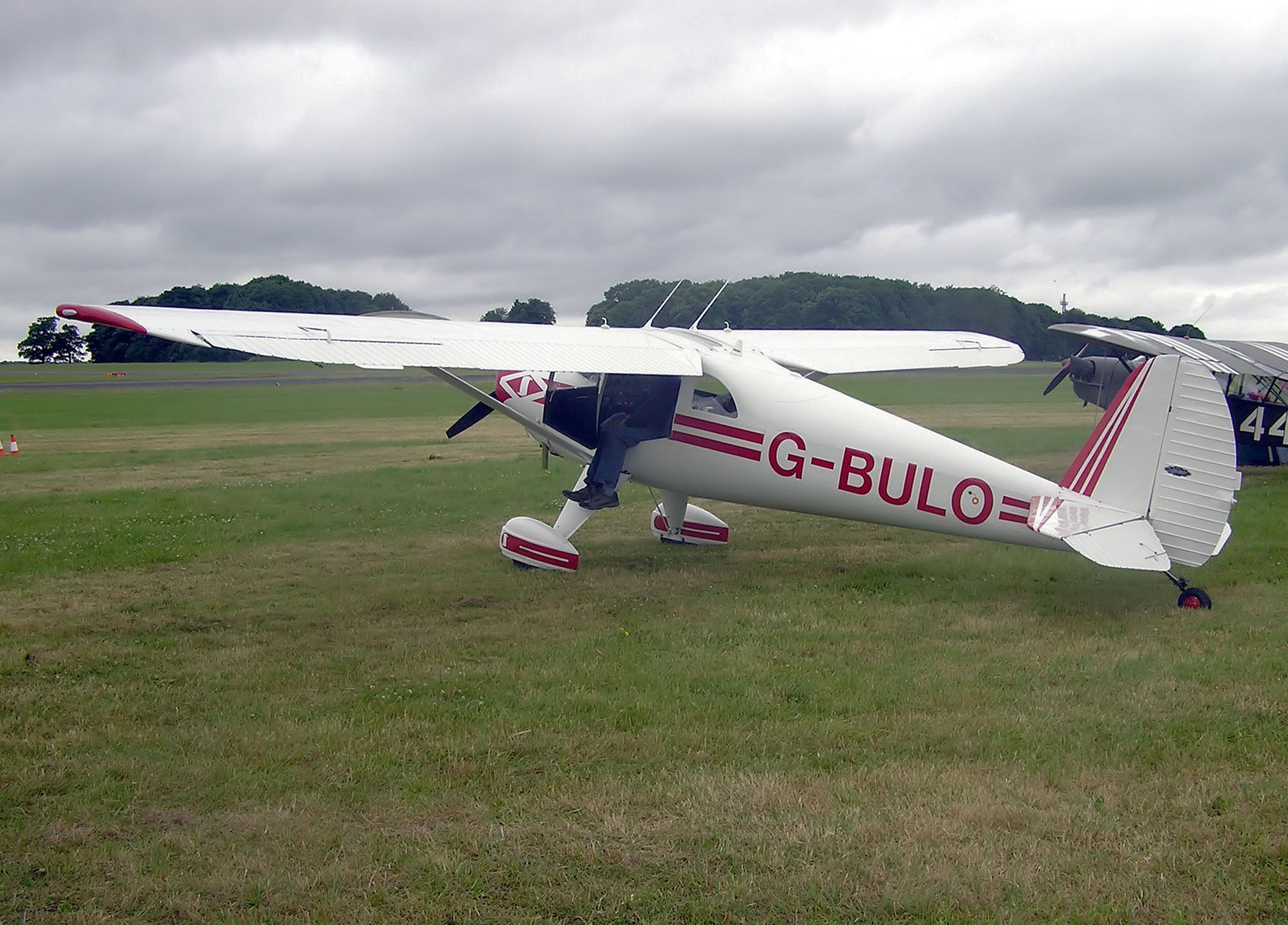
Luscombe Silvaire 8F 1946

Dữ liệu lấy từ Jane's All The World's Aircraft 1961–62
Đặc tính tổng quát
- Kíp lái: 1
- Sức chứa: 1 hành khách
- Chiều dài: 20 ft 0 in (6,10 m)
- Sải cánh: 35 ft 0 in (10,67 m)
- Chiều cao: 6 ft 3 in (1,91 m)
- Diện tích cánh: 140 foot vuông (13 m2)
- Trọng lượng rỗng: 870 lb (395 kg)
- Trọng lượng có tải: 1.400 lb (635 kg)
- Sức chứa nhiên liệu: 25 US Gallons (95 L)
- Động cơ: 1 × Continental C90 , 90 hp (67 kW)
- Cánh quạt: 2-lá metal fixed pitch, 5 ft 11 in (1,80 m) đường kính

Hiệu suất bay
- Vận tốc cực đại: 128 mph (206 km/h; 111 kn)
- Vận tốc hành trình: 120 mph (104 kn; 193 km/h)
- Vận tốc tắt ngưỡng: 40 mph (35 kn; 64 km/h)
- Tầm bay: 500 mi (434 nmi; 805 km)
- Trần bay: 17.000 ft (5.182 m)
- Vận tốc lên cao: 900 ft/min (4,6 m/s)